# Tabulata

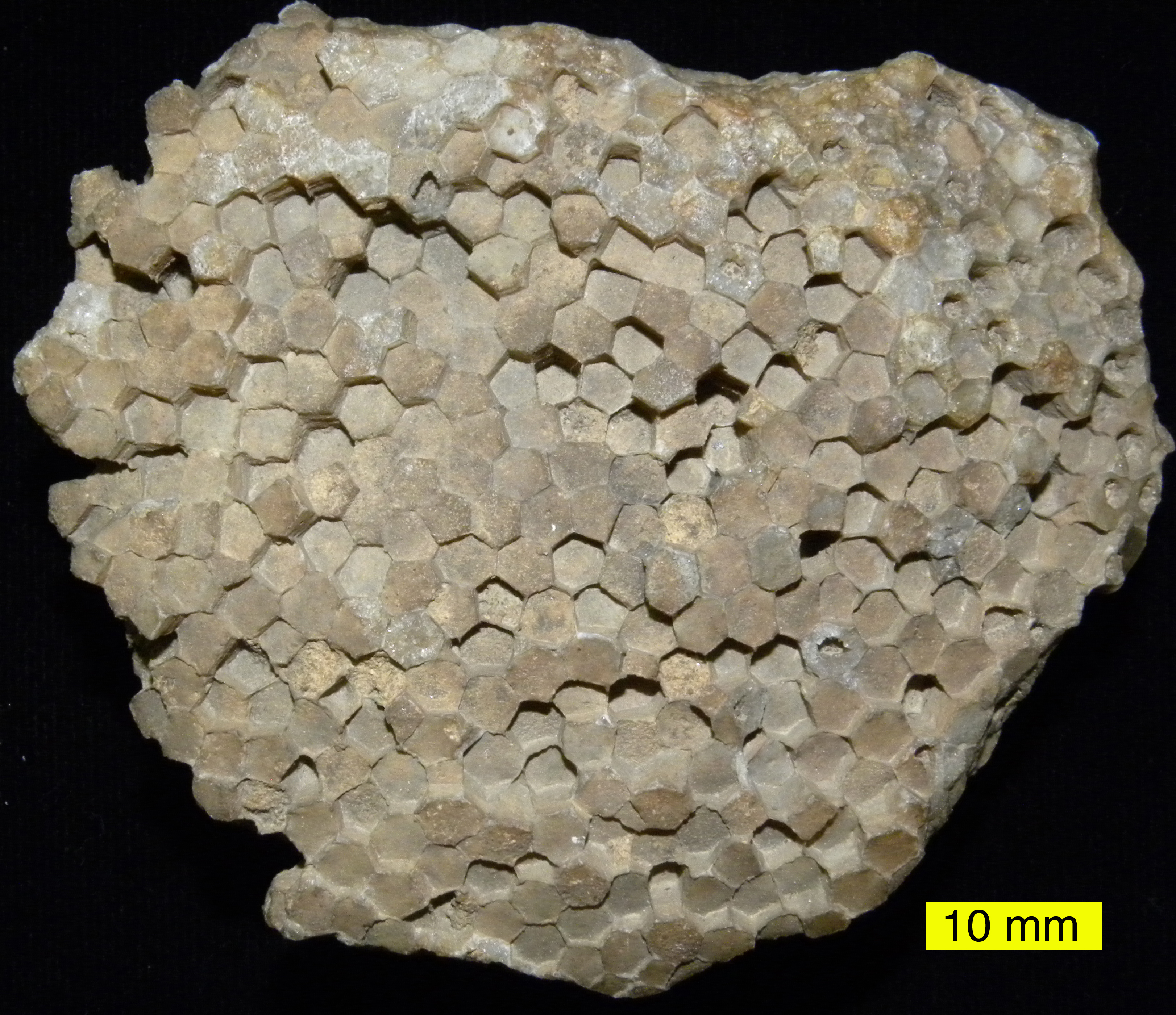
Favosites sp.

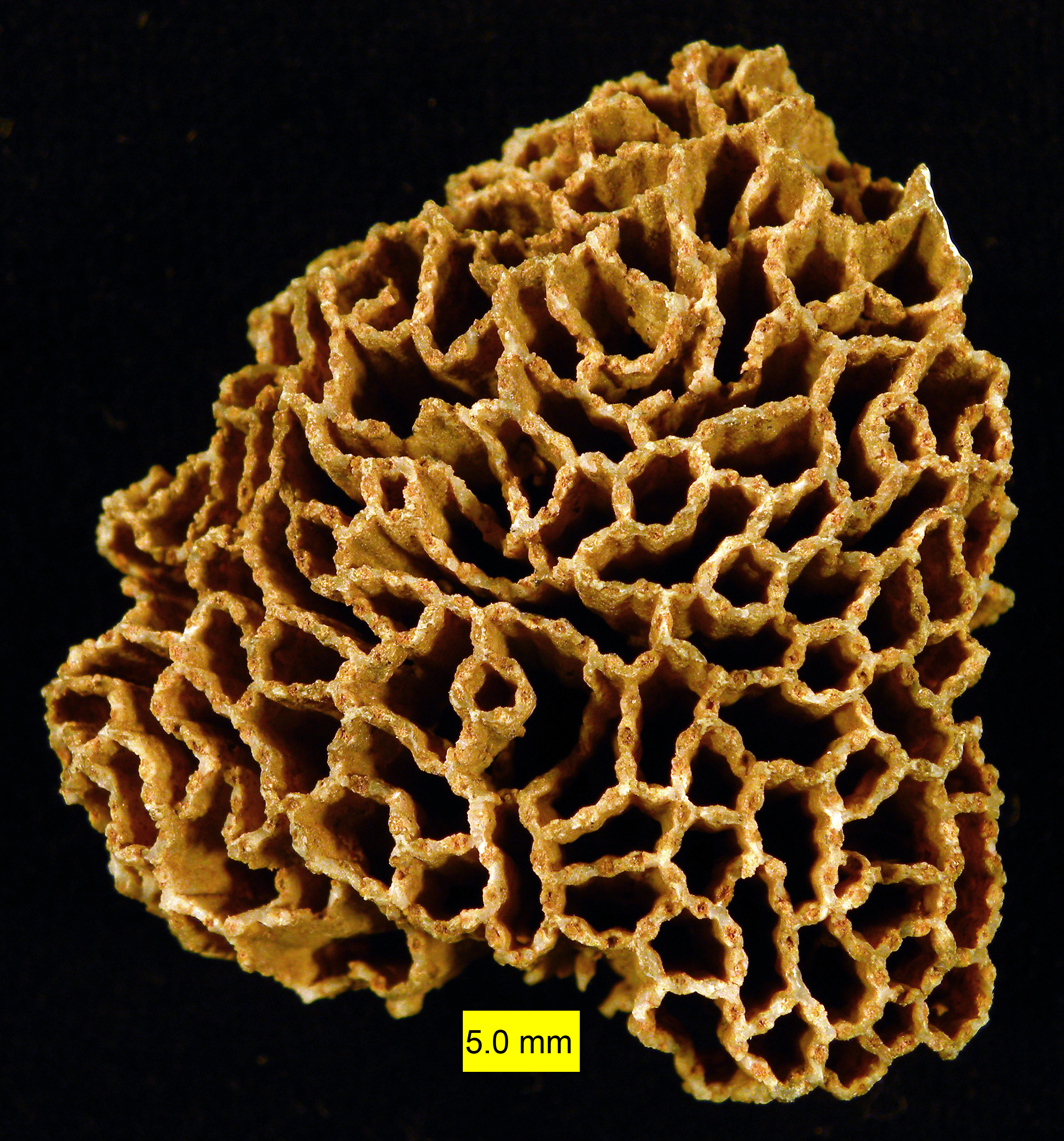
Halysites sp.

Die Tabulata sind eine ausgestorbene Ordnung der Hexacorallia, die vom Ordovizium bis zum späten Perm lebten. Der Name "Tabulata" ("Bödenkorallen") kommt von den horizontalen Plättchen im Skelett der Einzelpolypen (lat. tabulatus – getäfelt).
Die 300 beschriebenen, ausschließlich kolonial lebenden Gattungen der Tabulata waren neben den Rugosa (Runzelkorallen) die ersten Riffbildner unter den Blumentieren. Ob wie bei den rezenten Korallen eine Symbiose mit Algen (Zooxanthellen) bestand, ist unbekannt. Ihre Blüte, also das Maximum der Artenzahl erreichten sie vom Untersilur bis zum Oberdevon. Mit den Stromatoporen und den Rugosa bildeten sie in dieser Zeit die typischen Stromatoporen-Tabulaten-Riffsysteme.
Im Oberdevon kam es wegen starker Meeresspiegelanstiege ("Kellwasser-Ereignis") zum Massenaussterben von Rugosa und Tabulata, 90 % der Flachwasser- und 50 % der Tiefwasserformen verschwanden. Sie erholten sich nicht mehr davon. Beim großen Massenaussterben an der Perm/Trias-Grenze starben sie wie viele andere Lebewesen endgültig aus.

## Körperbau
Die einzelnen Organismen einer Kolonie werden Coralliten genannt und stehen durch Poren oder Kanäle miteinander in Verbindung. Innen sind sie durch als Tabulae bezeichnete Querböden unterteilt. Im Gegensatz zu den Rugosa sind die Längsfalten im Körperinnen (Septen) nicht vollständig ausgebildet, meist sind es Dornen oder Stacheln, die von den Innenwänden ausgehen. Die äußerliche Form der Kolonien kann sehr unterschiedlich sein, man kennt knollige, kugelige aber auch ästige Formen. Die einzelnen Individuen besitzen an der Oberfläche der Kolonie Kelchöffnungen, sie dienten wahrscheinlich als Ein- und Ausgang zum Filtrieren des Wassers. Diese Öffnungen waren oft nur wenige Millimeter groß und meist rundlich geformt.

## Systematik
Die verschiedenen Gruppen der Tabulata kann man u. a. durch die Form der Septen und Böden unterscheiden. Ein Fund aus Südaustralien, die Gattung Moorowipora chamberensis aus dem Unterkambrium kann eventuell zu den Tabulaten gestellt werden. Diese Zuordnung ist aber umstritten, gesicherte Funde stammen erst aus dem unteren Ordovizium. Die Chaetetida sind eine ausgestorbene Tiergruppe mit Kalkskeletten die zeitweise zu den tabulaten Korallen gestellt wurden, heute werden sie meist den Kalkschwämmen zugeordnet.
Einige Beispielgattungen:
Sarcinula: Sie kamen nur im Ordovizium vor und wurden in Europa, Nordamerika und Asien gefunden.
Heliolites: Diese Gattung existierte vom mittleren Ordovizium bis zum Mitteldevon und war weltweit verbreitet. Die Kolonien sind meist kugelig oder pilzförmig geformt. Die Röhren der Einzelindividuen sind von Skelettmaterial umgeben und berühren sich nicht. Verbunden sind sie durch Röhren, Poren sind nie vorhanden. Es sind stets sechs, meist dornförmige Septen vorhanden.
Halysites: Ihre Vertreter waren weltweit verbreitet, es fehlen allerdings noch Funde in Südamerika. Ihre Vorkommenszeit lag im Mittelordovizium bis zum Obersilur.
Pleurodictyum: Diese Gattung war vom Unteren bis zum Mitteldevon weltweit verbreitet. Das besondere Kennzeichen dieser Gattung ist der Hicetes, ein Wurm der die Kolonie durchbohrte. Eventuell handelt es sich um eine Synökie, da die Koralle offensichtlich nicht stark geschädigt wurde.
Favosites: Sie bildeten meist massive Kolonien mit wabenartigen Kelchöffnungen im Durchmesser von wenigen Millimetern. Sie lebten vom Ober-Ordovizium bis in das Mittel-Devon.
Syringopora: Diese Gattung findet man oft im Inneren von fossilen Stromatoporen, meist in der Gattung Stromatopora. Hierbei handelt es sich wahrscheinlich um Kommensalismus, die Syringopora fügten den Stromatoporen anscheinend keinen Schaden zu.